# بروسنو (لهستان)
بروسنو (به لهستانی:  Brusno) یک روستا در لهستان است که در گمینا پووچن-زدروی واقع شده‌است.